# Stadtwerke Erfurt
Die Stadtwerke Erfurt (SWE) sind der regionale Ver- und Entsorger der Stadt Erfurt. Schwerpunkte der SWE sind Versorgung, Umwelt, Mobilität, Freizeit und Service.
SWE Stadtwerke Erfurt GmbH fungiert als Management-Holding für ihre Tochterunternehmen.

## Geschichte
„Am Beginn stand der Beschluss des Erfurter Stadtrates vom 20. März 1991, die Leistungen der Daseinsfürsorge wie die Versorgung mit Strom, Gas und Wasser, die Entsorgung und den Nahverkehr unter dem Dach der Erfurter Stadtwerke in 100%igem Besitz der Stadt zusammenzuführen.“
Daraufhin folgte die Gründung am 16. April 1991 in Erfurt. 1992 wurde das Tochterunternehmen „Stadtwerke Erfurt Gasversorgung“ gegründet, es erfolgte zeitnah die Übertragung der Aufgabe der kommunalen Entsorgungs- und Reinigungsleistungen durch die Stadt Erfurt. Ab dem Jahre 1993 versorgten die Stadtwerke – Erfurt und Umgebung mit Trinkwasser. 1994 erfolgte die Übertragung der Strom- und Fernwärme Versorgung durch die Stadt.

Gesellschafter ist seither zu 100 % die Landeshauptstadt Erfurt.

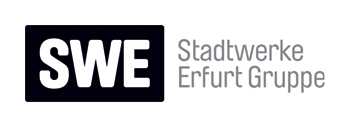
Logo der Stadtwerke Erfurt Gruppe

Weitere Meilensteine der Stadtwerke Erfurt:
- 1992 erstes Tochterunternehmen, Stadtwerke Erfurter Gasversorgung
- 1992 Übertragung der kommunalen Entsorgungs- und Reinigungsleistungen
- 1993 Gründung des Wasserversorgungsunternehmens
- 1994 Übertragung der Verantwortlichkeit für die Versorgung mit Strom und Fernwärme
- 1994 Gründung des ersten neuen Unternehmens, der SWE Parken GmbH
- 1996 Integration der Erfurter Verkehrsbetriebe AG, eines Traditionsunternehmens mit fast 130-jähriger Geschichte
- 1997 Übertragung der Freibäder und Schwimmhallen
- 2003 Übertragung des egaparkes
- 2005 Gründung der TUS Thüringer UmweltService GmbH, Betreiber einer modernen Restabfallbehandlungsanlage
- 2009 Gründung der TUT Thüringer Umwelttechnik GmbH, die sich dem Einsatz innovativer Verfahren zur Energieerzeugung aus alternativen Quellen widmet.
- 2021 Ausrichtung der Bundesgartenschau (BUGA)

## Stromkennzeichnung

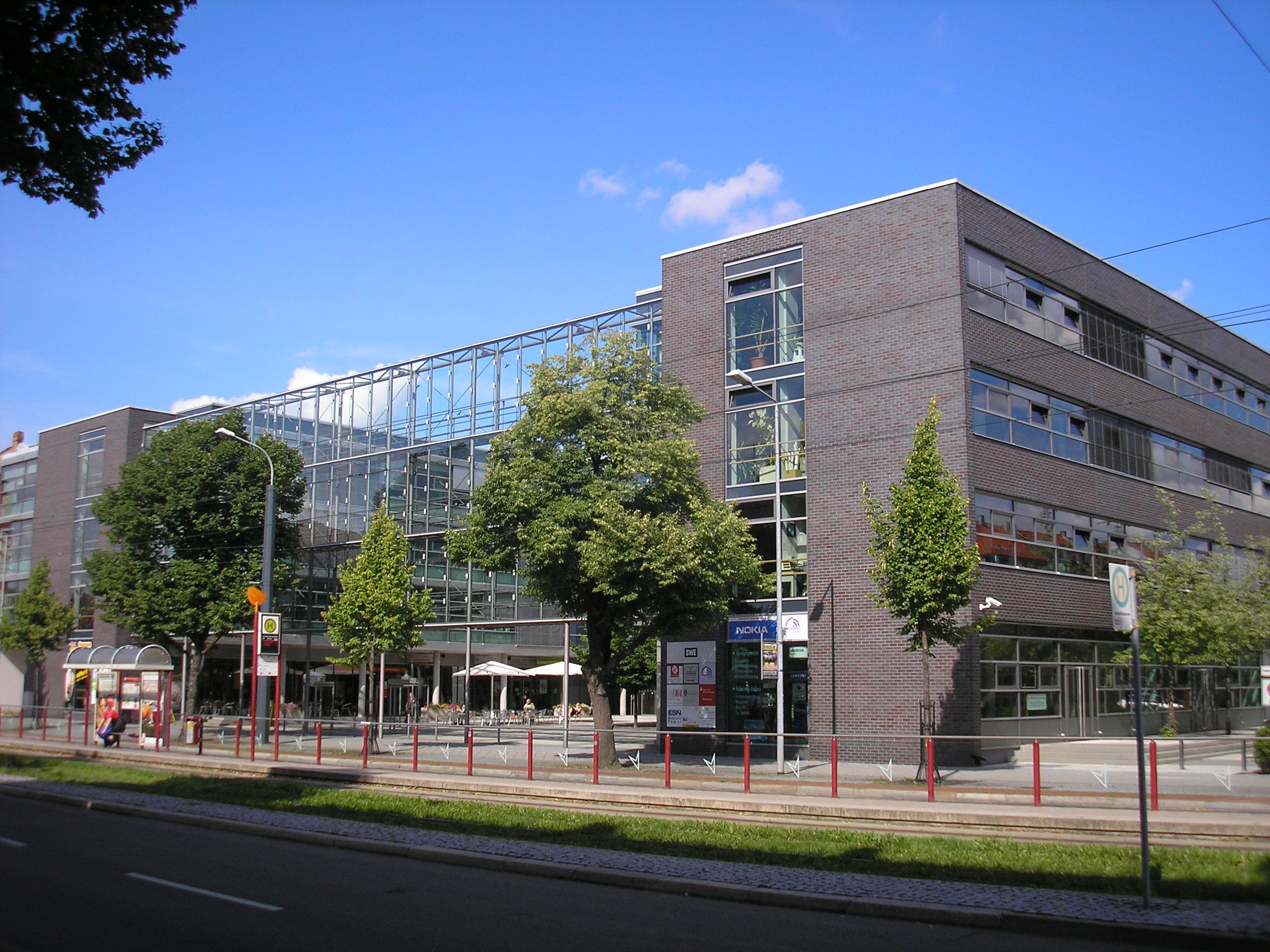
Stadtwerke Erfurt, Magdeburger Allee 34

Nach § 42 EnWG zur Stromkennzeichnung sind alle Energieversorgungsunternehmen in Deutschland verpflichtet, die Herkunft des von ihnen gelieferten Stroms anzugeben. Die Stadtwerke Erfurt veröffentlichten für das Jahr 2017 folgende Werte:
| Stromkennzeichnung 2017     | Stromerzeugung in Deutschland | Stromlieferung SWE Erfurt |
| --------------------------- | ----------------------------- | ------------------------- |
| Erneuerbare Energien        | 36,6 %                        | 53,3 %                    |
| Fossile Energien            | 51,3 %                        | 44 %                      |
| Kernenergie                 | 12,7 %                        | 2,7 %                     |
| Radioaktiver Abfall (g/kWh) | 0,0003                        | 0,0001                    |
| CO2-Emissionen (g/kWh)      | 435                           | 176                       |

## Bundesgartenschau (BUGA) 2021

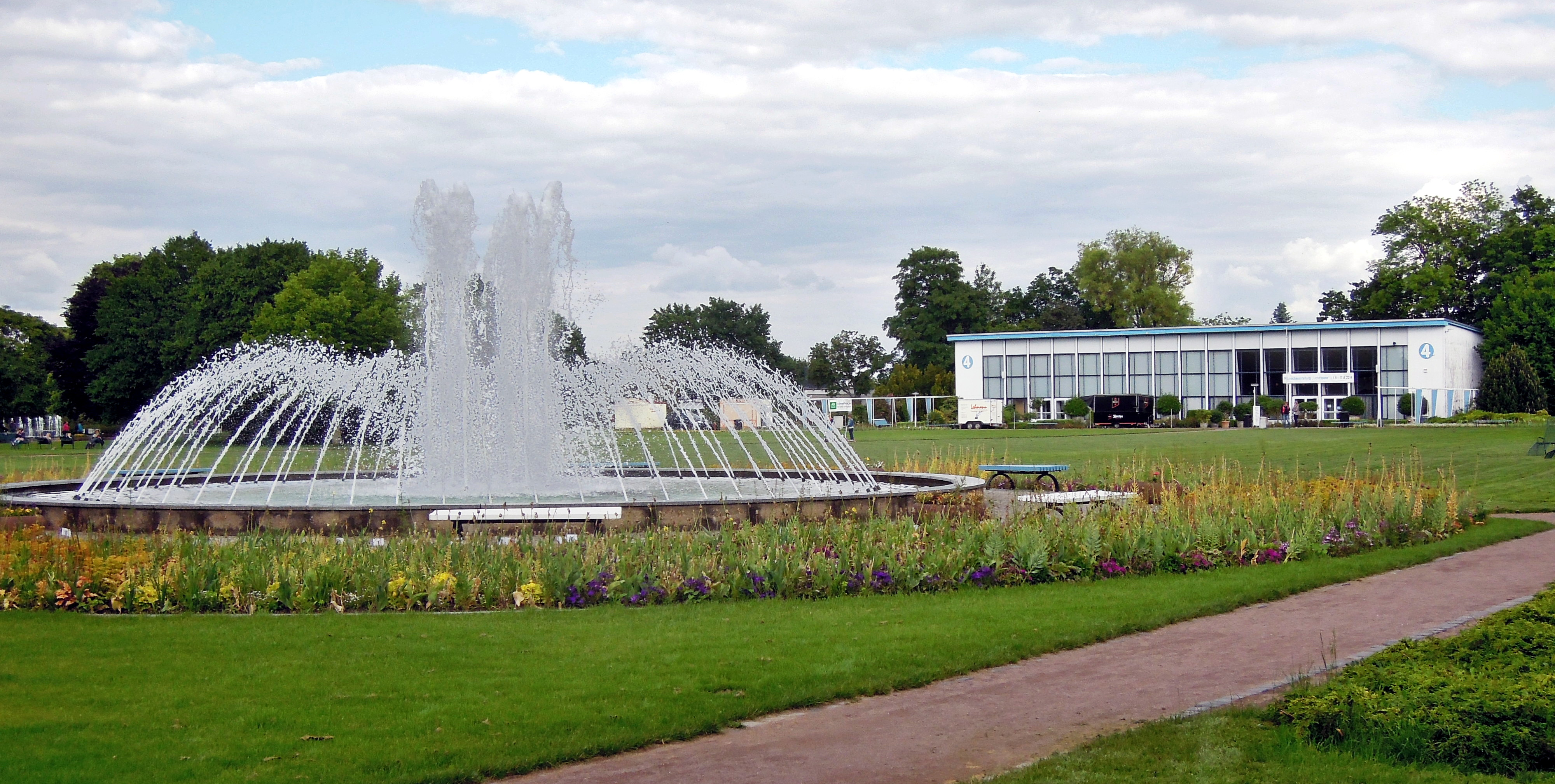
Der egapark war ein Teil der BUGA 2021

2021 fand die Bundesgartenschau als überregionales Großereignis in Erfurt statt. Mit der Planung, der Vorbereitung, dem Bau und der Durchführung der Gartenschau wurde die Stadtwerke Erfurt Gruppe durch die Landeshauptstadt Erfurt beauftragt. Verantwortung dafür trug die eigens gegründete Tochtergesellschaft, die Bundesgartenschau Erfurt 2021 gemeinnützige GmbH. Gesellschafter sind neben den Stadtwerken Erfurt die DBG Deutschen Bundesgartenschaugesellschaft und die Landeshauptstadt Erfurt.

## Erneuerbare Energien
Die SWE Energie GmbH hat das Erfurter Energiemodell entwickelt, dass sich auf die Nutzung erneuerbarer Energien fokussiert. So werden z. B. Power-to-Heat, Solarthermie, Power-to-Gas, Photovoltaik, Speicherkraftwerke und Windräder verwendet.
Im Zuge dessen wurden z. B. in Frienstedt, Schwerborn, Kerspleben, Töttleben oder Möbisburg Windparks errichtet. Das produzierte Überangebot wird in Stromspeicher gespeist.

## Elektromobilität
Die Stadtwerke Erfurt decken ein großes Gebiet mit Ladestationen für eAutos und eBikes ab. Mehr als 20 Autoladestationen und 14 für Fahrräder werden bereitgestellt. Beim kostenpflichtigen Laden der Autos wird ausschließlich Naturstrom aus erneuerbaren Energien verwendet. Das Laden der Elektrofahrräder ist kostenlos.
Ebenso bieten die Stadtwerke Erfurt die Installation von Ladepunkten für die private Nutzung an. Hierbei werden Stecker vom Typ 2 verwendet, welche eine Ladeleistung von 11 kW aufbringen.

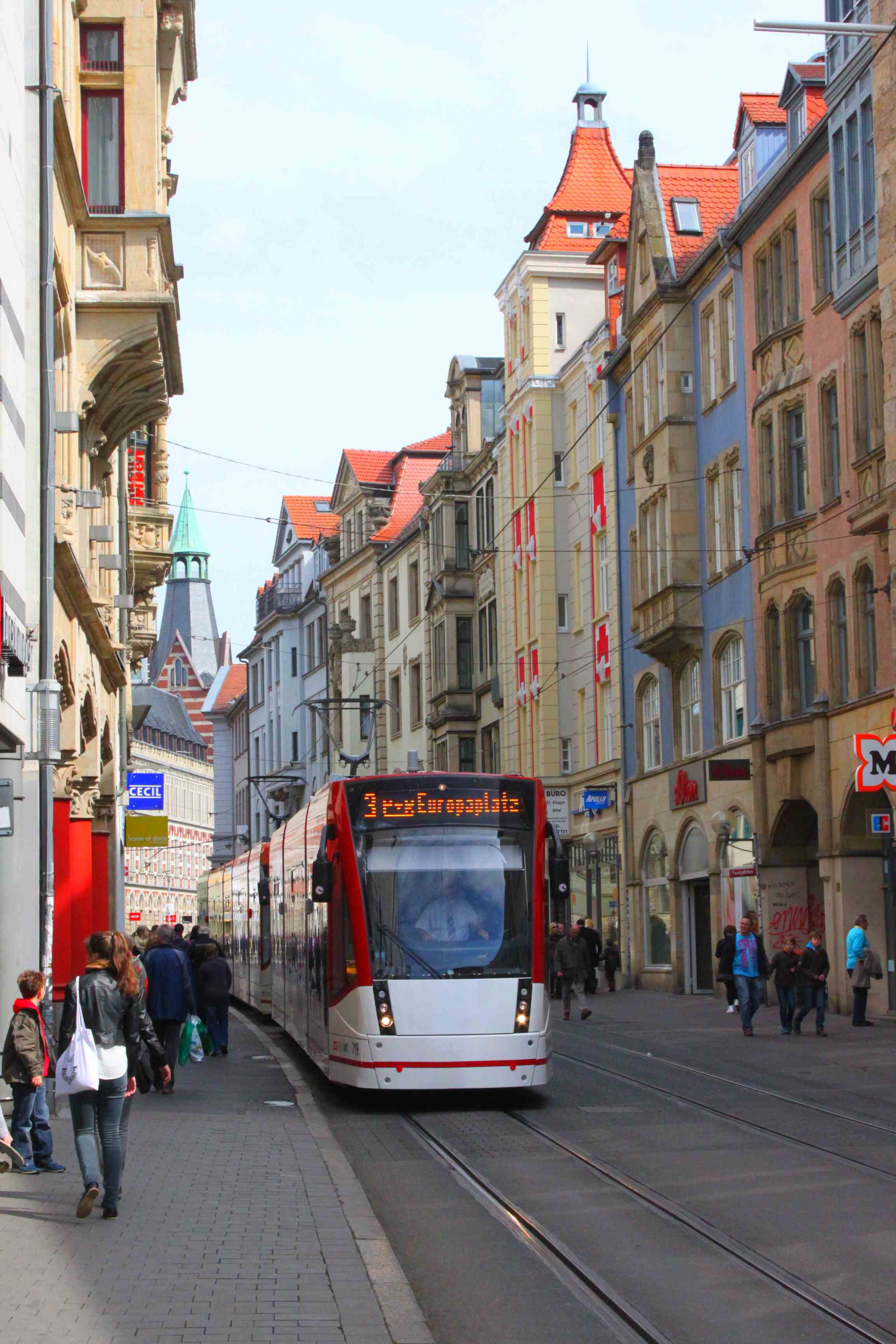
Straßenbahnen in Erfurt

Auch die Erfurter Stadtbahnen fahren zu 100 % mit Strom aus ökologischer Herkunft.

## Tochterunternehmen
| Firma                                                | Abkürzung | Sparte                                |
| ---------------------------------------------------- | --------- | ------------------------------------- |
| Erfurter Verkehrsbetriebe AG                         | EVAG      | Mobilität                             |
| SWE Parken GmbH                                      |           | Mobilität                             |
| SWE Stadtwirtschaft GmbH                             |           | Entsorgung                            |
| SWE Verwertung GmbH                                  | B & R     | Entsorgung                            |
| SWE UmweltService GmbH                               | U         | Entsorgung                            |
| SWE Energie GmbH (betreibt Kraftwerk Erfurt-Ost)     |           | Versorgung                            |
| SWE Netz GmbH                                        |           | Versorgung                            |
| SWE Erneuerbare Energien GmbH                        |           | Versorgung                            |
| ThüringenWasser GmbH                                 | ThüWa     | Versorgung                            |
| SWE Service GmbH                                     |           | Interner Dienstleister der SWE Gruppe |
| SWE Bäder GmbH                                       |           | Freizeit                              |
| Erfurter Garten- und Ausstellungs gemeinnützige GmbH | ega       | Freizeit                              |
| Bundesgartenschau Erfurt 2021 gemeinnützige GmbH     | BuGa      | Freizeit                              |
| SWE Arena GmbH                                       |           | Freizeit                              |
| SWE Digital GmbH                                     |           | IT                                    |
| Gesellschaft für Wasser- und Abwasserservice mbH     | GWA       | Versorgung/Entsorgung                 |

## Sponsoring
Die Stadtwerke Erfurt unterstützen lokale Sport- und Bildungsprojekte:

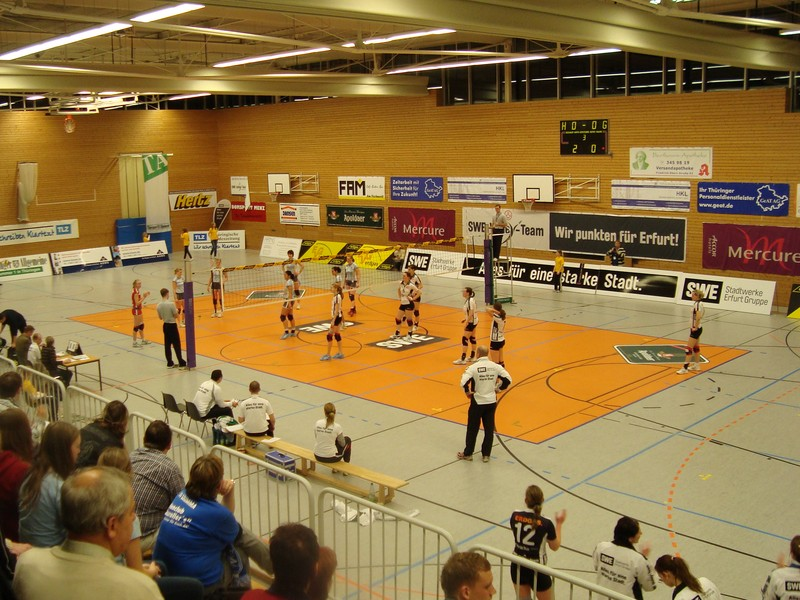
SWE Volleyteam

### Sport
- FC Rot-Weiß Erfurt (Fußball)
- SWE Volleyteam (Volleyball)
- Basketball Löwen Erfurt (Basketball)
- RSC Turbine Erfurt (Radrennsport)
- Langstreckenschwimmen im Stotternheimer Strandbad
- Zooparklauf

### Bildung
- Schulgarten
- Aquaagenten
- Herbstlese
- Kinderbuchtage